# التسويق عبر البريد الإلكتروني

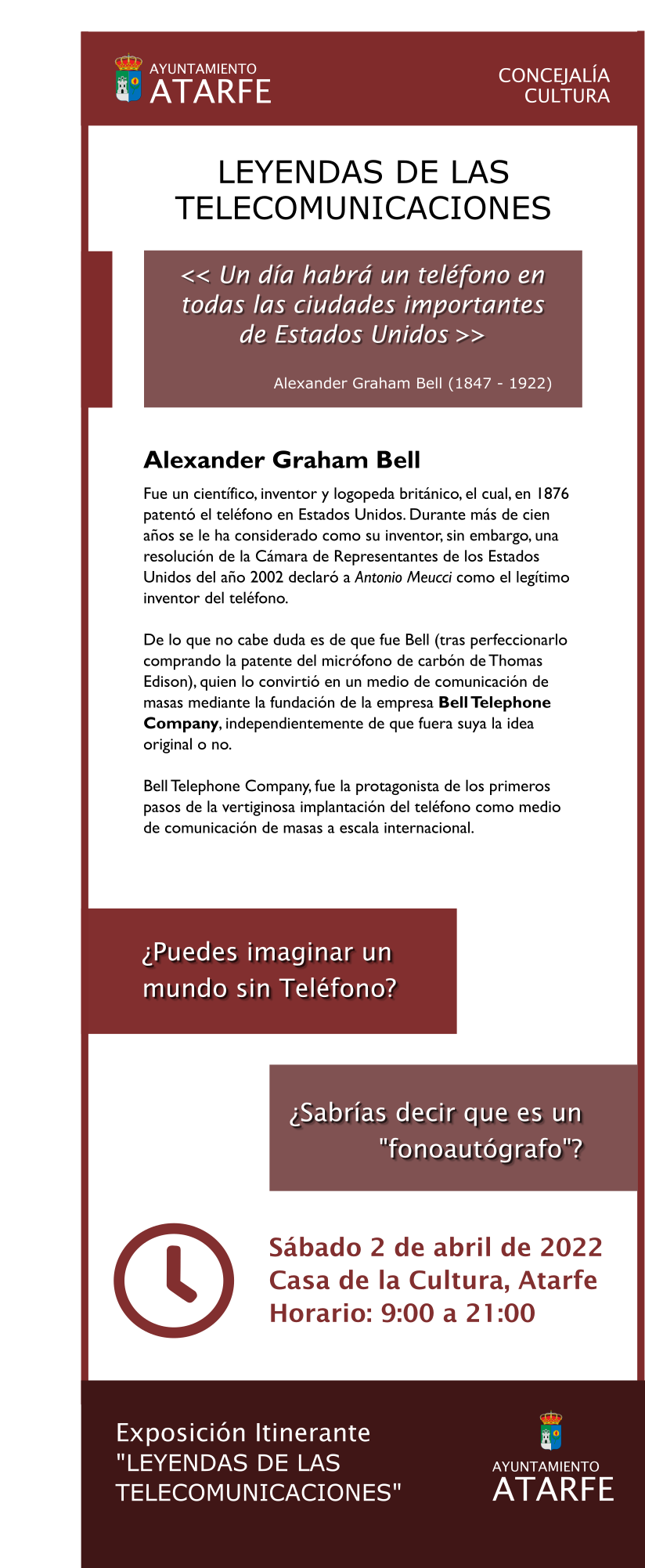
نموذج للتسويق عبر البريد الإلكتروني.

التسويق عبر البريد الإلكتروني هو تسويق إلكتروني مباشر يُعتَمَد فيه على رسائل تهدف إلى زيادة في نسبة المبيعات أو نسبة مشاهدة الصفحات، حسب طبيعة الموقع المنظّم للحملة التسويقية. غالبا ما يؤدّي الإكثار من الرسائل التسويقية عبر البريد الإلكتروني أو كتابتها بطريقة غير ملائمة إلى تعليمها على أنها مزعجة؛ وهو ما يجعل الكثيرين يخلطون بين التسويق عبر البريد الإلكتروني والبريد الإلكتروني المزعج.

## البدايات
استخدمت كثير من الشركات في الستينات والسبعينات البريد الإلكتروني لأغراض التواصل بين موظّفيها والفروع التابعة لها. ساهم انتشار الحواسيب الشخصية وظهور شبكات بين هذه الحواسيب في شيوع استخدام البريد الإلكتروني بين الأفراد. سنة 1978 استخدم غاري ثيرك Gary Thuerk، وهو مدير تسويق في شركة متخصّصة في معدّات الحواسيب الشخصية، البريد الإلكتروني لإرسال دعايات تروّج لمنتجات شركته إلى مئات الأشخاص على شبكة أربانت. تسبّبت رسائل ثيرك الدعائية في الكثير من الغضب ممّا استدعى تدخّل مدراء الشبكة الذين وجّهوا له الكثير من التعنيف. يُشار إلى هذه الحادثة على أنها أول عملية إرسال لبريد مزعج لأغراض تسويقية.

## ايجابيات التسويق عبر الرسائل الدعائية
- الجمهور الواسع : تشير الإحصاءات إلى أن عدد مستخدمي البريد الإلكتروني وصل في العام 2019 إلى نحو 3.9 مليار مستخدم[7]، وهو عدد مهول من المستخدمين؛ يجعل البريد الإلكتروني فرصة عظيمة للتسويق بتكلفة صغيرة نسبيا.
- صديق للبيئة: لا يستخدم الورق في التسويق عبر البريد الإلكتروني، مما يساهم في التقليل من مشكلة الاحتباس الحراري.
- التغذية الراجعة: يعدّ التسويق بالبريد الإلكتروني طريقة فعالة لمعرفة رأي الجمهور المستهدف؛ حيث أن عدد زيارات موقع نتيجة لتلقي بريد إلكتروني دعائي يُستخدَم لقياس مدى بلوغ الهدف المرجو منه. كما يمكن للمعلن تمكين المرسل إليهم من إعادة إرسال ملاحظاتهم واقتراحاتهم حول الإعلان أو المنتج نفسه.
- مجال أوسع للانتشار: تتيح إمكانية إعادة إرسال البريد التي يتوفّر عليها المستخدمون فرصة أكبر لنشر الإعلان؛ من خلال تشجيع العملاء على إعادة توجيه الرسائل الدعائية إلى الزملاء والأصدقاء.
- التكلفة المنخفضة: تقلّ تكلفة الرسائل الدعائية عبر البريد الإلكتروني كثيرا عن تكلفة مقارنة بتكاليف التسويق البديلة.
- بناء قاعدة بيانات حقيقية وغير افتراضية: تمكّن حملات التسويق عبر البريد الإلكتروني من إنشاء قاعدة بيانات أكثر دقة وفاعلية للاستفادة منها في الحملات الإعلانية القادمة.
- قياس مدى فاعلية الإعلان:بالإمكان مقارنة عدد الرسائل الدعائية المُرسَلة بنسبة مبيعات المنتج لمعرفة مدى فاعلية البريد الإعلاني المرسل.
- سرعة في الوصول: وقت تسليم الرسائل الدعائية بالبريد الإلكتروني قصير مقارنة بالبريد التقليدي.
- الاستلام: كثرة تواصل مستخدمي الإنترنت مع بريدهم الإلكتروني يضمن نوعا ما استلام الإعلان.

## عيوب التسويق عبر البريد الإلكتروني
- يجد بعض العملاء أن رسائل التسويق عبر البريد الإلكتروني هي رسائل عشوائية مما يؤدي إلى إهمالها في بعض الأحيان.
- الاستخدام غير القانوني لقاعدة بيانات عناوين العملاء.
- وجود شركات وهمية تدعي امتلاكها لمنتجات شهيرة لتخدع المستخدم وتجعله ضحية لهجمات تصيّد.
- تُحال بعض رسائل التسويق عبر البريد الإلكتروني تلقائيا إلى المُهملات للاشتباه في كونها رسائل مزعجة.

## عوامل نجاح التسويق عبر البريد الإلكتروني
- معرفة الجمهور المستهدف.
- صياغة نص الرسالة الدعائية بحيث تحتوي على معلومات غير مطولة بل مختصرة وجذابة في نفس الوقت.
- اختيار الوقت المناسب للرسالة الدعائية، كإرسالها وقت الحملات الترويجية أو التخفيضات الموسمية أو للإعلان عن منتجات وخدمات جديدة ومحسَّنة.
- إعطاء الرسالة الدعائية طابعا شخصياً. يجب أن تكون اهتمامات العملاء واضحة في الرسالة، ممّا يسرع بجذبهم؛ إذ أظهرت الدراسات أن الإعلانات التي تفتقر إلى اللمسات الشخصية لا تلاقي إقبالا من الجمهور المستهدف وكثيرا ماتُهمَل.
- التأكد من أن رسائل التسويق عبر البريد الإلكتروني ترتبط بجهود إعلانية وتسويقية أخرى، مثل توزيع الكتالوجات بالبريد المباشر وحملات الإعلانات المطبوعة وموقع الويب.
- اختبار الرسالة قبل إرسالها لمجموعة العملاء للتأكد من محتواها (مثل : الصور، الروابط وما إلى ذلك).
- إتاحة خيار منع استلام الرسالة الدعائية للمستخدم للحفاظ على خصوصيته ورغباته.

## قانونيةالرسائل الدعائية
تحرص بعض الشركات على القيام بإجراءات من قبيل إجبار المستخدم على إدخال بريد موجود فعلياً مع التأكد من ملكيته وتضمين الرسائل رابطا بإلغاء الاشتراك؛ حتى تسلم من الملاحقة القانونية.
من أمثلة الحركات التي قامت للحفاظ على حقوق المستخدم، حركة CAN-SPAM Act of 2003 الأمريكية، والتي تفرض على المسوق غرامة تقدر بنحو 11000 دولار عن كل مستخدم تُنتَهك خصوصيته.